# QTH-локатор

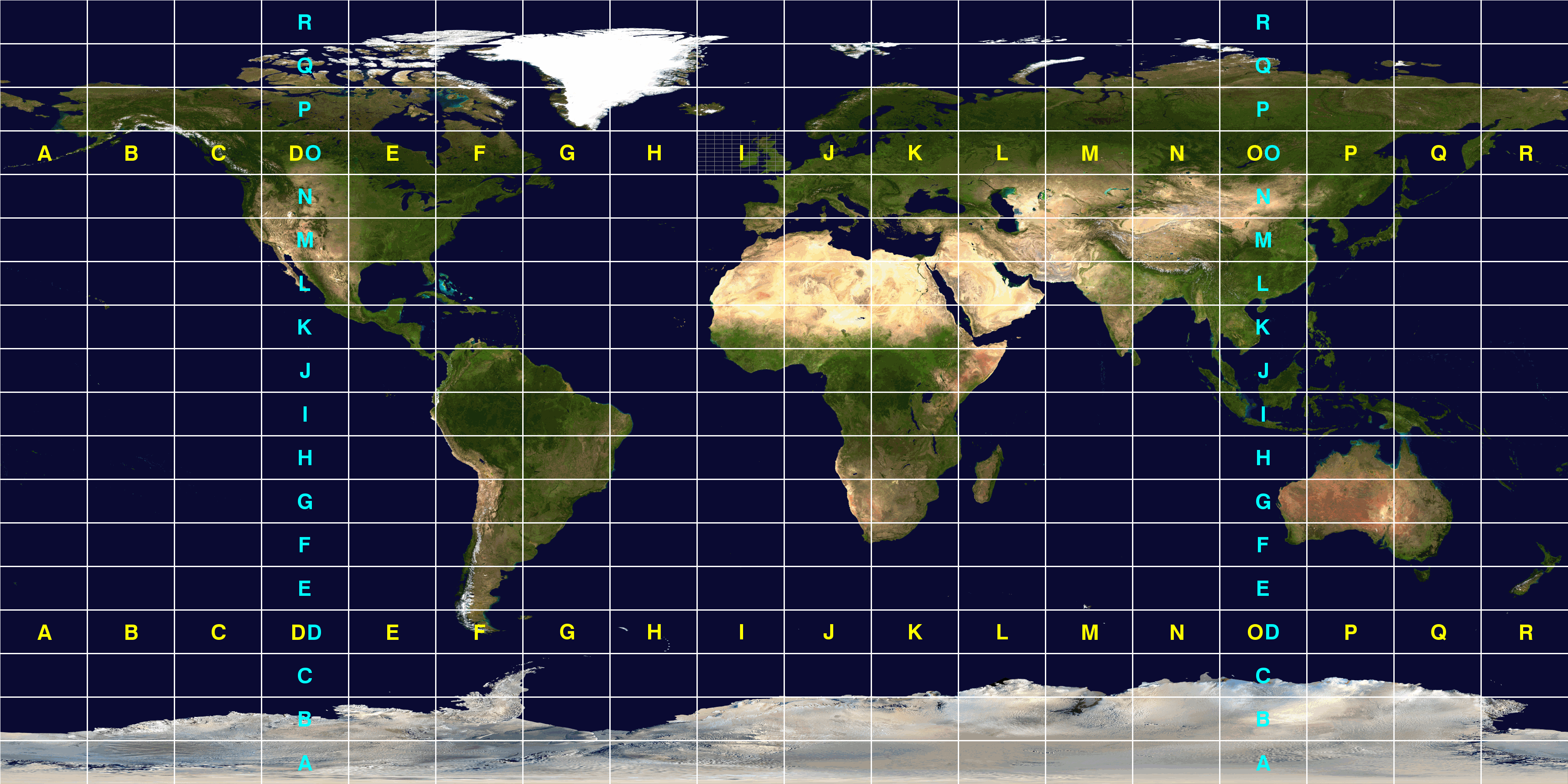
Сектори QTH-локатора

Розподіл сектора на «великі квадрати»

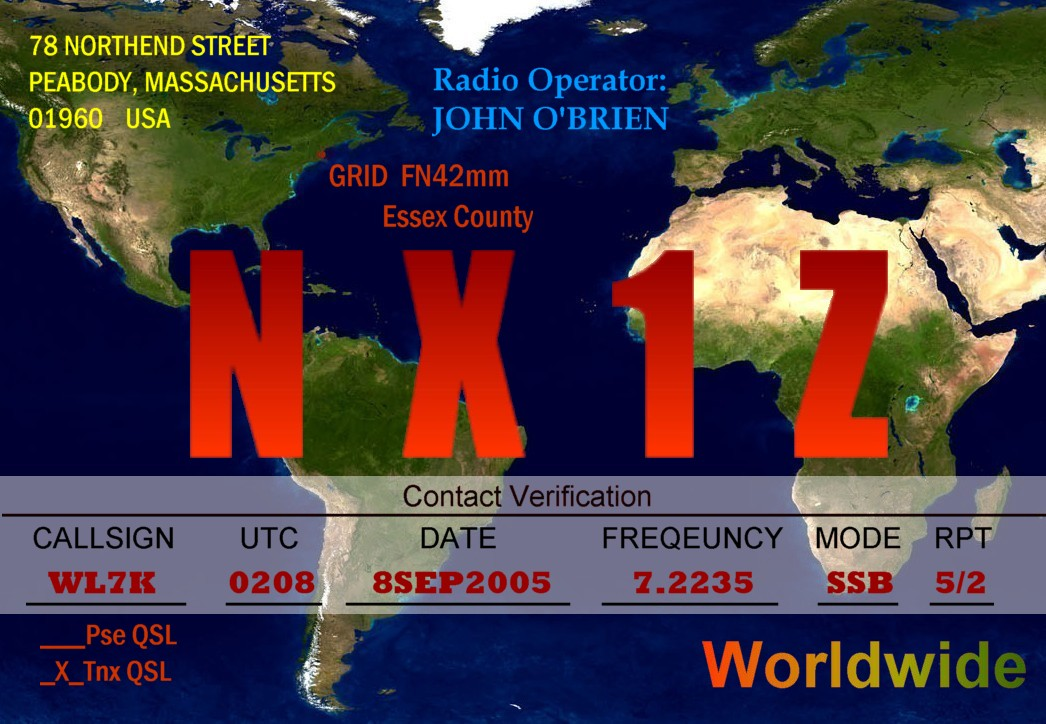
QSL-картка із зазначенням квадрата по QTH-локатору (FN42mm)

QTH-локатор - система наближеного вказання місця розташування об'єкта на поверхні Землі, прийнята в аматорському радіозв'язкові. Призначена для визначення відстані між кореспондентами. Відома також під назвами англ. Grid Square Locator та англ. Maidenhead Locator System Назва походить від кодового вираження QTH, яке означає «Я знаходжусь у...».

## Сучасна структура QTH-локатора
Вся поверхня земної кулі поділена на 324 сектори розміром 10 градусів широти на 20 градусів довготи. Сектори позначаються двома великими латинськими літерами. Кожен сектор ділиться на 100 «великих квадратів» розмірами 1 градус широти на 2 градуси довготи (приблизно 78 × 111,4 км в середніх широтах), вони позначаються двома цифрами. Великий квадрат поділений на 576 «малих квадратів» - 2,5 × 5 кутових хвилин (приблизно 4,6 × 6,5 км), що позначаються двома малими латинськими буквами. Якщо потрібна велика точність, малий квадрат може ділитися на 100 ще менших, знову позначуваних цифрами, і далі в тому ж порядку. Звісно, мова не йде про квадрати в геометричному сенсі, у полюсів «квадрати» локатора і зовсім трикутні.
Таким чином, координати, наприклад, м. Лобня Московської обл. з точністю до малого квадрата записуються так: KO86ra.
Радіоаматори часто вказують свій QTH-локатор на QSL-картці або передають під час сеансу зв'язку, особливо коли працюють не з населеного пункту, а в польових умовах. Знати QTH-локатор кореспондента особливо важливо в змаганнях по радіозв'язку на УКХ, коли під час нарахування очок враховується відстань між радіостанціями та кількість «спрацьованих» квадратів.